# 学歴無用論
『学歴無用論』（がくれきむようろん）は、盛田昭夫による書籍および思想。

## 概要
1966年に文藝春秋から出版。
盛田昭夫による初の経営書で、日本で広く行われている年功序列や学歴主義を批判して、ベストセラーとなった。
当時の日本には学歴による区別が歴然と存在しており、高卒よりも大卒が優秀で、二流大学卒よりも一流大学卒が優秀とされていた。これに盛田昭夫は異議を唱える。
会社とは実力で勝負する場所なのに、そこで働いている人を入社前に教育を受けていた場所で評価することは納得できない。どの大学で何を勉強してきたかは人の一つの資産であり、その資産をどのように使いこなして貢献するかは以後の本人の努力によるもので、この努力の度合いと実績で評価するべきである。大学の専門の学問は企業の要求に役立つかは疑問で、学校での秀才は社会での俊才になるとは限らないと主張した。
仕事での盛田昭夫は『学歴無用論』のように、人を学歴のみならず年齢や性別や国籍などでも判断しなかった。井深大は盛田昭夫よりも13歳も年上だったものの、仕事での議論を激しく行っていた。ソニーでは盛田昭夫と井深大だけでなく、他の社員も上下に関係なく議論をすることができた。
2018年1月26日に『学歴無用論』が復刊する。